# Peixe curado

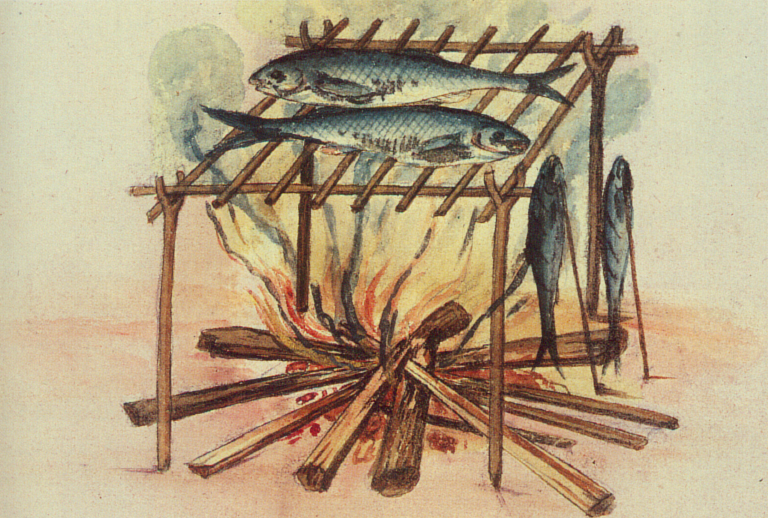
Equipamento para curar peixes, usado pelos algonquinos da Carolina do Norte, 1585

Peixe curado é o peixe que foi curado ao ser submetido a fermentação, conserva, defumação ou alguma combinação desses processos antes de ser consumido. Esses processos de preservação de alimentos podem incluir a adição de sal, nitrato, nitrito ou açúcar, pode envolver defumação e saborização do peixe, e pode incluir cozimento. A forma mais antiga de curar peixes era a desidratação. Outros métodos, como defumação de peixe ou cura com sal também remontam a milhares de anos. O termo "cura" deriva do latim curare, que significa "cuidar de". Foi registrado pela primeira vez em referência a peixes em 1743.

## História
O sal é "o mais antigo e mais conhecido dos agentes de conservação [...] sua principal ação parece ser devida ao seu poder de atrair umidade e, assim, extrair fluido para endurecer os tecidos"

– Edward Smith, 1873 
De acordo com Binkerd e Kolari (1975), a prática de conservar a carne salgando-a teve origem nos desertos asiáticos. "Os sais salinos dessa área continham impurezas como nitratos que contribuíam para o vermelho característico das carnes curadas. Já em 3.000 a.C., na Mesopotâmia, carnes e peixes cozidos eram preservados em óleo de gergelim e carne e peixe salgados secos faziam parte da dieta suméria. O sal do Mar Morto era usado pelos habitantes judeus por volta de 1.600 a.C. e, em 1.200 a.C., os fenícios comercializavam peixes salgados na região do Mediterrâneo Oriental. Por volta de 900 a.C., o sal estava sendo produzido em "jardins de sal" na Grécia e a cura com sal seco e a defumação da carne estavam bem estabelecidas. Os romanos (200 a.C.) adquiriram os procedimentos de cura dos gregos e desenvolveram métodos para "conservar" vários tipos de carnes em uma marinada de salmoura. Foi nessa época que se observou o efeito avermelhado da salga. O salitre (nitrato de potássio) é mencionado como sendo coletado na China e na Índia antes da era cristã para uso na cura de carnes... Nos tempos medievais, a aplicação de sal e salitre como ingredientes de cura era comum e o efeito de vermelhidão na carne era atribuído ao salitre".

## Cura de sal

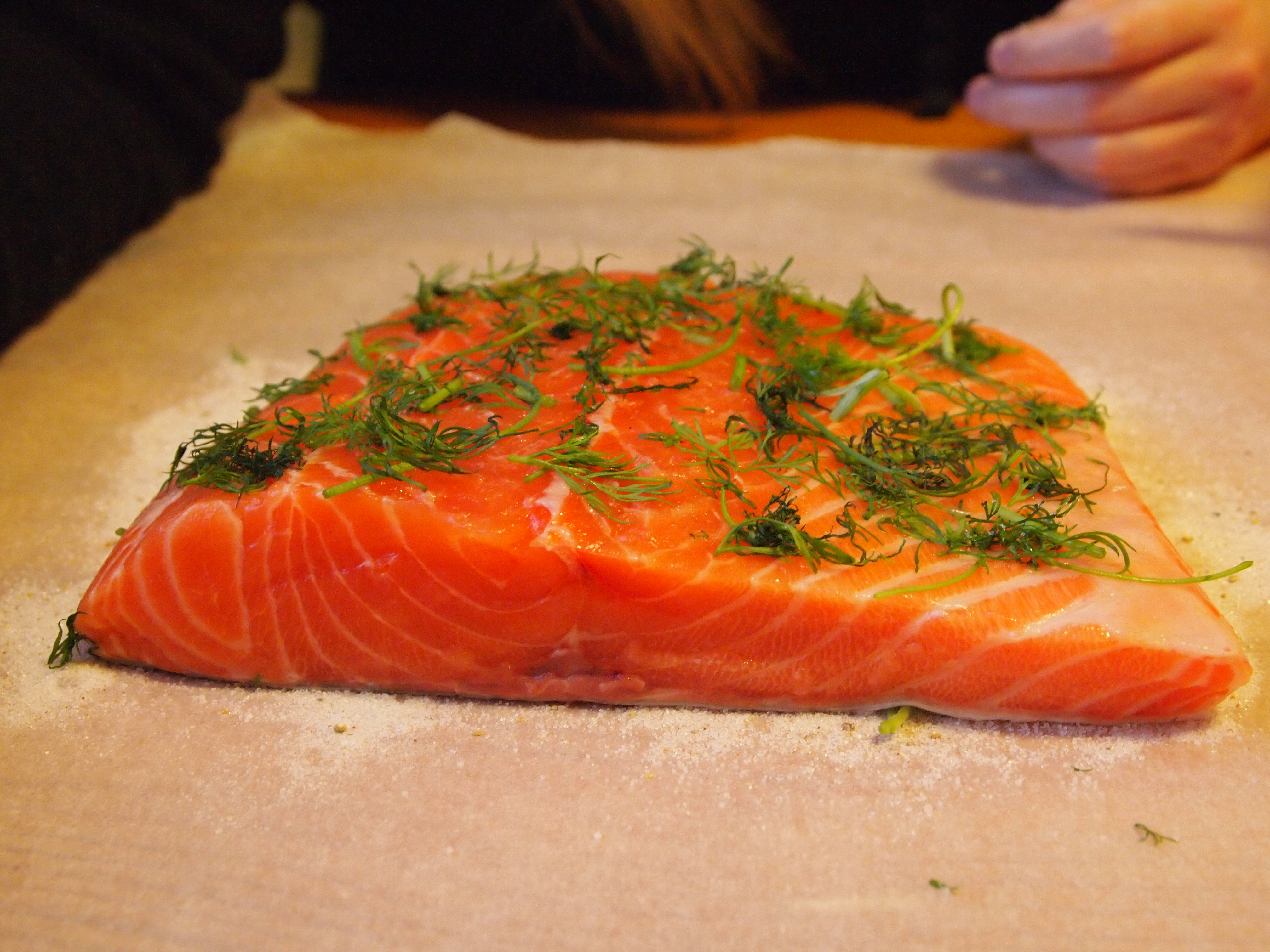
Salmão preparado para cura

O sal (cloreto de sódio) é um ingrediente primário usado para curar peixes e outros alimentos. A remoção da água e a adição de sal aos peixes criam um ambiente rico em soluto, no qual a pressão osmótica retira a água dos microrganismos, retardando seu crescimento. Para fazer isso, é necessária uma concentração de sal de quase 20%. O sal de mesa iodado pode ser usado, mas o iodo geralmente causa um produto final escuro e um sabor amargo. Os sais não iodados, como os usados para enlatar e conservar alimentos, e o sal marinho são os tipos de sal preferidos para curar carnes.

## Cura de açúcar
Às vezes, o açúcar é adicionado durante a cura de peixes, principalmente o salmão. O açúcar pode assumir várias formas, incluindo mel, xarope de milho sólidos e xarope de bordo. A adição de açúcar alivia o sabor forte do sal. Ele também contribui para o crescimento de bactérias benéficas como Lactobacillus ao alimentá-las.

## Nitratos e nitritos
Os nitratos e nitritos são usados há centenas de anos para evitar o botulismo em peixes e garantir a segurança microbiana. Os nitratos ajudam a matar as bactérias, produzem um sabor característico e dão aos peixes uma cor rosa ou vermelha. O nitrito é comumente usado para acelerar a cura da carne e também confere uma cor atraente, embora não tenha efeito sobre o crescimento da Clostridium botulinum, causadora do botulismo.
O uso de nitratos na preservação de alimentos é controverso, e alguns produtores tradicionais e artesanais evitam usá-los. Isso se deve ao potencial de formação de nitrosaminas quando o alimento conservado é cozido em alta temperatura. No entanto, a produção de nitrosaminas carcinogênicas pode ser inibida de forma potente pelo uso de antioxidantes como a vitamina C e a forma alfa-tocoferol da vitamina E durante a cura. Um estudo de 2007 da Universidade de Columbia sugere uma ligação entre o consumo de carnes curadas e a doença pulmonar obstrutiva crônica. Os nitritos foram apontados como uma possível causa. O uso de qualquer um desses compostos é cuidadosamente regulamentado. Por exemplo, o Código de Regulamentações Federais da FDA afirma que o nitrito de sódio pode ser usado com segurança: "Como fixador de cor em produtos de atum curados e defumados, de modo que o nível de nitrito de sódio não exceda 10 partes por milhão (0,001%) no produto acabado [...] Como conservante e fixador de cor, com ou sem nitrato de sódio, em peixe-carvão-do-pacífico defumado e curado, salmão defumado e curado e Alosidae defumado e curado, de modo que o nível de nitrito de sódio não exceda 200 partes por milhão e o nível de nitrato de sódio não exceda 500 partes por milhão no produto acabado".

## Defumação
O peixe também pode ser preservado por meio da defumação, que consiste em secar o peixe com fumaça proveniente da queima ou combustão de materiais vegetais, geralmente madeira. A defumação ajuda a selar a camada externa do alimento que está sendo curado, dificultando a entrada de bactérias. Ela pode ser feita em combinação com outros métodos de cura, como a salga. Os estilos comuns de defumação incluem a defumação a quente, a torrefação com fumaça e a defumação a frio. A defumação com fumaça e a defumação a quente cozinham o peixe, enquanto a defumação a frio não o faz. Se o peixe for defumado a frio, ele deve ser seco rapidamente para limitar o crescimento bacteriano durante o período crítico em que o peixe ainda não está seco. Isso pode ser feito secando fatias finas de peixe.

## Pratos de peixe curado
- anchovas - Europa e Sudeste Asiático, conservado em salmoura, fermentado ou seco;
- bacalhau - Portugal e Espanha, bacalhau curado em sal e depois seco. Precisa ser reidratado e dessalgado antes do uso;
- bacalhau desidratado - Noruega e Itália, bacalhau seco e fermentado. O bacalhau é deixado de molho antes do uso;
- Butarga - ovas de peixe salgadas e curadas;
- Ceviche - peixe curado;
- Jeotgal - frutos-do-mar fermentados na Coreia com sal e especiarias;
- Po (alimento) - peixe marinho seco da Coreia (especialmente escamudo-do-Alasca);
- gravad lax - salmão cru da Escandinávia curado com açúcar, sal e especiarias, semelhante ao lox;
- lox - Europa, filé de salmão curado;
- Matjes ou arenque em conserva - Holanda e leste da Inglaterra;
- arenque curado - Europa, especialmente Escandinávia, Polônia, norte da Alemanha e Báltico;
- Pla ra - usado como aromatizante na culinária tailandesa;
- Rollmops - Europa, filés de arenque em conserva enrolados em fatias de cebola e pepino;
- Salmão defumado - Norte da Europa (Dinamarca, Islândia, Noruega, Suécia, Inglaterra, Irlanda e Escócia), uma preparação de salmão, normalmente um filé que foi curado e depois defumado a quente ou a frio;
- Hákarl - Islândia, tubarão da Groenlândia ou tubarão-frade curado com um processo de fermentação específico e pendurado para secar;
- Lutefisk - Países nórdicos, peixe-branco seco preparado para ser consumido por meio de imersão em uma solução de soda cáustica por vários dias, imersão em água pura por vários dias adicionais para remover a soda cáustica e, em seguida, cozido.